# Vinayak Vatsal
Vinayak Vatsal (28 de dezembro de 1969) é um matemático canadense, que trabalha com teoria dos números e geometria algébrica.
Vatsal estudou matemática na Universidade Stanford, com o bacharelado em 1992, e obteve um doutorado em 1997 na Universidade de Princeton, orientado por Andrew Wiles, com a tese Iwasawa Theory, modular forms and Artin representations. No pós-doutorado esteve na Universidade de Toronto. A partir de 1999 esteve na Universidade da Colúmbia Britânica, onde é atualmente professor.
Recebeu o Prêmio André Aisenstadt de 2004, o Prêmio Ribenboim de 2006 e o Prêmio Coxeter–James de 2007.
Foi palestrante convidado do Congresso Internacional de Matemáticos em Madrid (2006: Special values of L-functions modulo p).

## Obras
- Uniform distribution of Heegner Points, Inventiones Mathematicae, Volume 148, 2002, p. 1–48 (prova de uma proposição de Barry Mazur)
- com Ralph Greenberg Iwasawa Invariants of Elliptic Curves, Inventiones Mathematicae, Volume 142, 2000, S. 17–63
- Special values of anticyclotomic L-functions, Duke Math. J., Volume 116, 2003, p. 219–261
- com C. Cornut Nontriviality of Rankin-Selberg L-functions and CM points, in Burns, Kevin Buzzard, Nekovar (Eds.) L-functions and Galois Representations, Cambridge University Press 2007, p. 121–186
- com C. Cornut CM points and quaternion algebras, Documenta Mathematica, Volume 10, 2005